# Marcin Borzęcki
Marcin Borzęcki herbu Półkozic – wojski bełski w latach 1627–1658, podstarości horodelski w 1610 roku.
Poseł na sejm 1653 roku z ziemi chełmskiej i powiatu krasnostawskiego. Poseł sejmiku chełmskiego na sejmy 1654 (I), 1654 (II) roku, poseł sejmiku włodzimierskiego województwa kijowskiego na sejm 1658 roku.